# Lente anamorfica

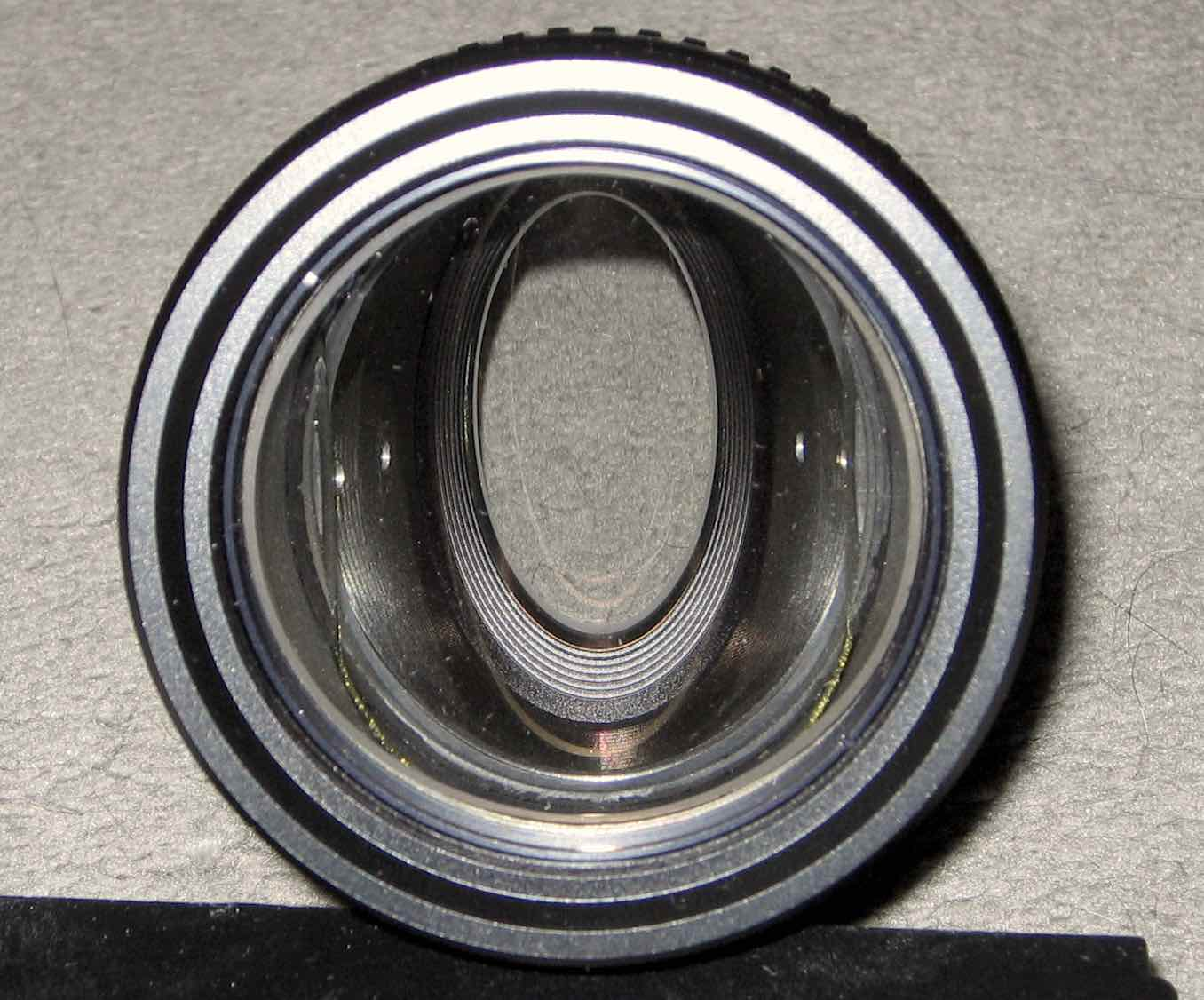
Lente anamorfica

La lente anamorfica è una particolare lente ausiliaria da montare sulla macchina da presa cinematografica, che serve per comprimere la larghezza dell'immagine sul fotogramma, mantenendo inalterata l'altezza; sicché, in fase di proiezione, usando un altro sistema di lenti simili (a volte la stessa lente) con lo stesso potere, ma ruotata di 90°, provvede a riportare l'immagine alle proporzioni originali, con il conseguente allargamento, ottenendo i film a schermo ampio. È un sistema di successo hollywoodiano, usato dalla Fox Studio dal 1953.
Le lenti anamorfiche vengono utilizzate anche in alcuni sistemi stereoscopici, per poter comprimere e decomprimere coppie di immagini "schiacciate" e affiancate nello stesso fotogramma ristretto/limitato.

## Storia
La prima applicazione pratica e il relativo brevetto del 1920, si trova nel Anamorphoscope del francese Henri Chrétien, chiamato Hypergonar (iper-angolato).

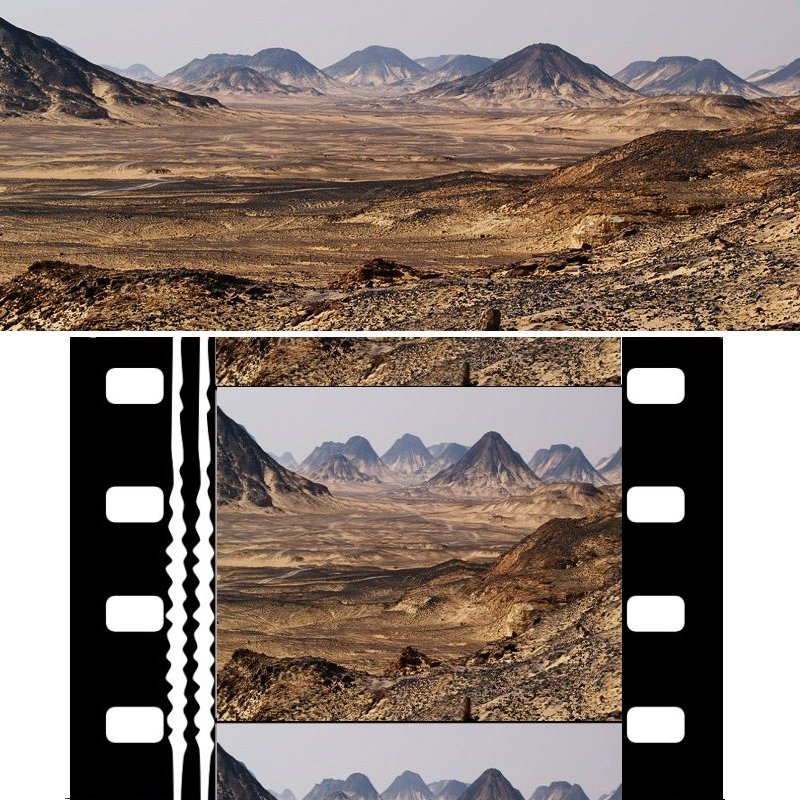
Visione (in alto) e ripresa anamorfica (sotto) nel CinemaScope

Un secondo esempio concreto di uso, consolidato nel cinema, è quello del CinemaScope con accessori Panavision, un formato diffuso dalla statunitense 20th Century Fox che venne inaugurato nel 1953 con il film La Tunica (The Robe ), con aspect ratio di 2,55:1 (formato utilizzato per pochi film, per poi far posto alle piste audio ottiche, così il rapporto scese al più noto 2,35:1 e poi, dagli anni 1970, diventò 2,39:1, detto spesso 2,40:1). La casa americana ottenne i diritti di sfruttamento della lente, da Henri Chrétien. 

## Tecnica
L'occhio umano può percepire un angolo visivo di circa 160°-220° su base individuale, ma la visione binoculare è limitata tra 60° e 120° orizzontali; la visione del CinemaScope si prefigge di coprire un angolo di 140° da una distanza ottimale. Al confronto, lo schermo curvo del Cinerama copre invece 176° ed è più prestante sotto questo aspetto, ottenuto senza lenti anamorfiche, ma affiancando e sincronizzando 3 fotogrammi in orizzontale, con costi tuttavia spropositati, per cui venne abbandonato dopo poco nel 1962 (ultimo film: La conquista del West ). 